# سراخس شجرية

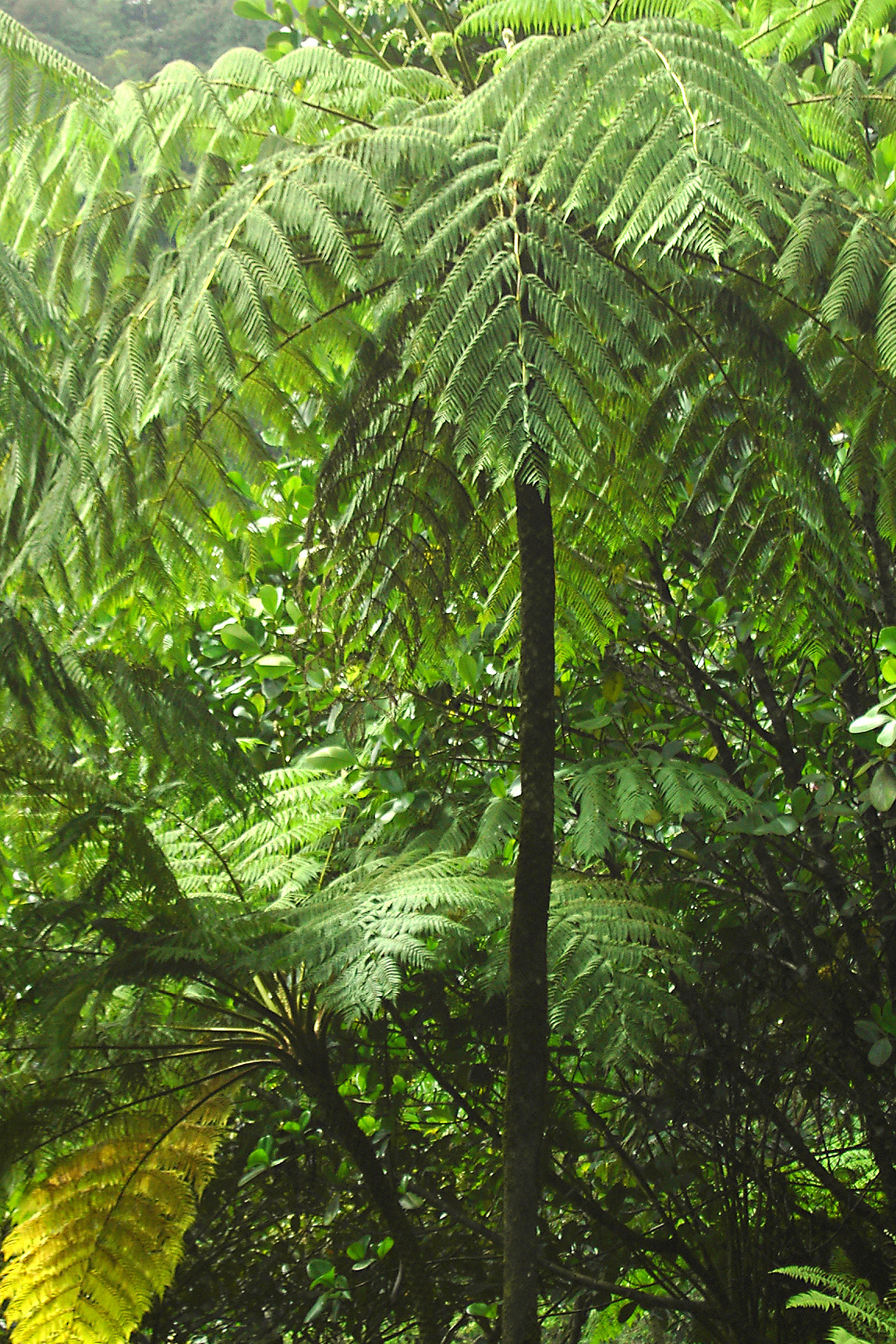
سرخس شجرة بالقرب من بيلز، دومينيكا

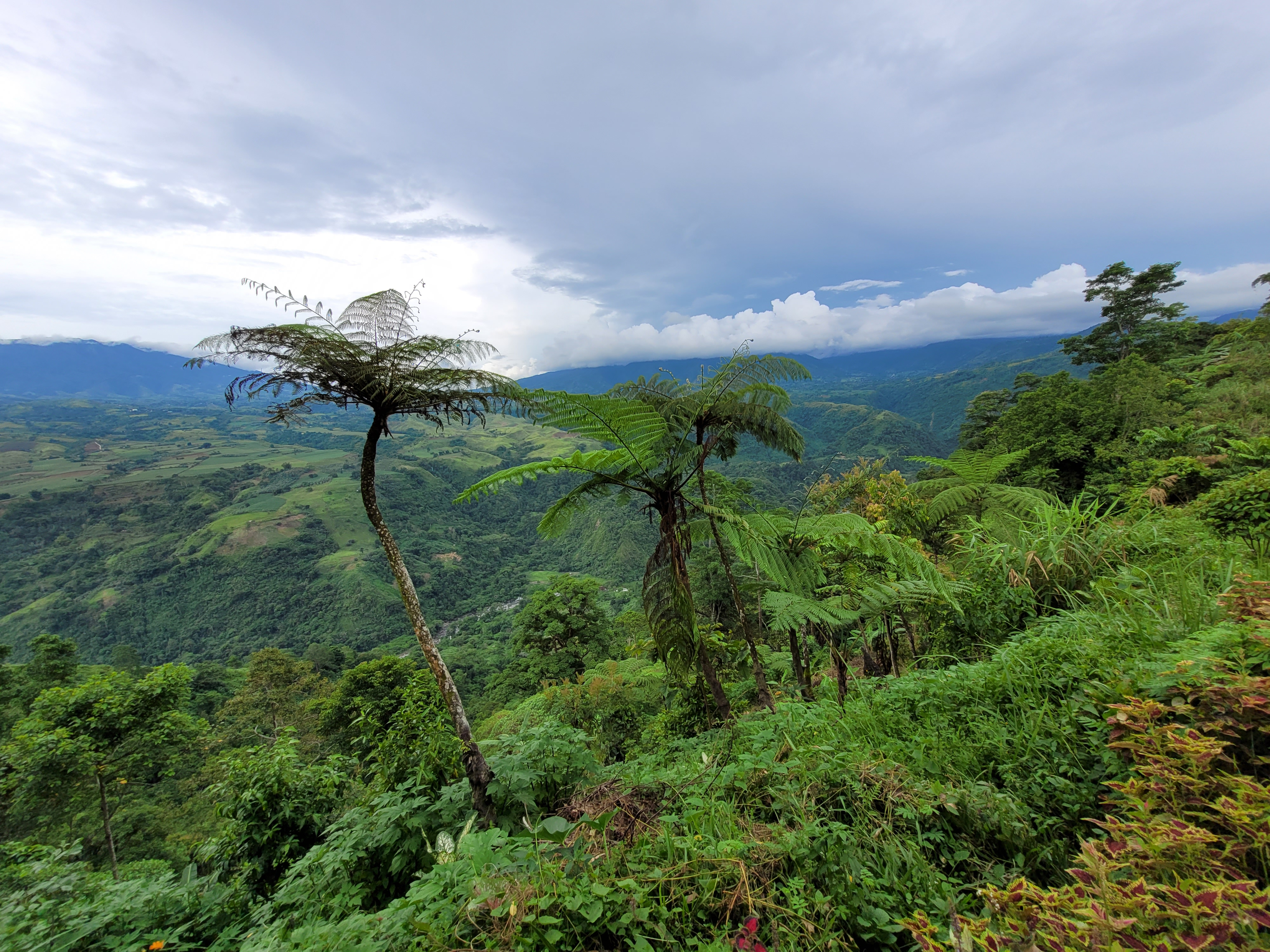
أنواع من السرخس الشجري من جنس سرخس الأحراج تطل على وادي في ميساميس أوريانتال، الفلبين

السراخس الشجرية هي سراخس تشبه الأشجارتنمو بجذع يرفع السعف فوق مستوى سطح الأرض، مما يجعلها أشجارًا. العديد من السراخس الأشجار الموجودة هي أعضاء في رتبة الكياثونيات التي تنتمي إليها فصائل الكياثونية (سرخس الأشجار المتقشرة) والسراخس الديكسونية والمطاقسية والقبوطونية. تشير التقديرات إلى أن الكياثونيات نشأت في أوائل العصر الجوراسي، وهي المجموعة الثالثة من السرخس المعروفة بأنها أدت إلى ظهور أشكال تشبه الأشجار. أما الأنواع الأخرى فهي جنس التومباسكيا المنقرضة ذات الوضع غير المؤكد، وبعض أعضاء الفصيلة الأسمندية التي نمت أيضًا إلى أشجار.

## أجناس

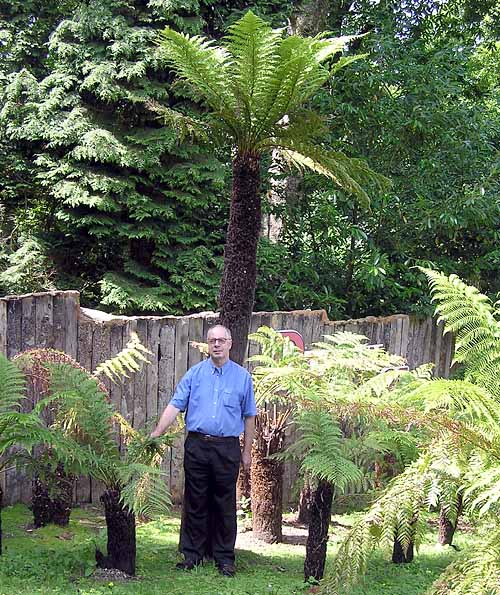
سرخس ديكسون الأنتاركتيكي المزروع في كومب مارتن للحياة البرية وحديقة الديناصورات، شمال ديفون، إنجلترا

ليس من المؤكد العدد الدقيق لأنواع سرخس الأشجار الموجودة، لكنه قد يكون قريبًا من 600-700 نوع. لقد انقرضت العديد من الأنواع في القرن الماضي حيث تعرضت موائل الغابات لضغوط من التدخل البشري:
- الكياثون (أمريكا الاستوائية، أستراليا، حوالي 110 نوعا)
- سرخس ديكسون (المناطق الاستوائية وشبه الاستوائية الجنوبية في جزيرة جنوب شرق آسيا وأستراليا وأمريكا وهاواي وسانت هيلانة، حوالي 25 نوعًا)
- القبوطون (جنوب شرق آسيا، هاواي، أمريكا الوسطى، حوالي 12 نوعًا)
- سرخس الكرة (أمريكا الاستوائية والهند وجنوب شرق آسيا إلى نيوزيلندا والمركيز وجزيرة بيتكيرن، حوالي 120 نوعًا)
- سرخس الأحراج (منطقة بانتروبية، حوالي 230 نوعًا)
- سرخس الخَّيْصَالَة (أمريكا الاستوائية، نوع واحد)
- سرخس المتكساء (أمريكا الاستوائية، 1 نوع)
- سرخس الكيسة (جزيرة جنوب شرق آسيا، نوع واحد)
- سرخس الشيمراخ (جزر خوان فرنانديز، نوع واحد)
- سرخس الوُّسَادَى (أمريكا الاستوائية، الماكارونيزيا، شبه الجزيرة الأيبيرية، نوعان)